# Korytné
Korytné (em húngaro: Korotnok; alemão: Koritnau) é um município da Eslováquia, situado no distrito de Levoča, na região de Prešov. Tem 4,38 km² de área e sua população em 2018 foi estimada em 86 habitantes.

## Demografia
| Ano:        | 1994 | 2004 | 2014    | 2024   |
| ----------- | ---- | ---- | ------- | ------ |
| Broj ljudi: | 0    | 112  | 92      | 98     |
| Razlika:    |      | –    | -17,85% | +6,52% |

| Ano:               | 2023 | 2024   |
| ------------------ | ---- | ------ |
| Número de pessoas: | 103  | 98     |
| Diferença:         |      | -4,85% |